# فرودگاه استادس‌کانال
فرودگاه استادس‌کانال (به انگلیسی: Stadskanaal Airfield) (به زبان بومی: Vliegveld Stadskanaal) یک فرودگاه همگانی است که یک باند فرود چمن دارد و طول باند آن ۳۰۰ متر است. این فرودگاه در کشور هلند قرار دارد و در ارتفاع ۴ متری از سطح دریا واقع شده است.